# Alfred Hrdlicka

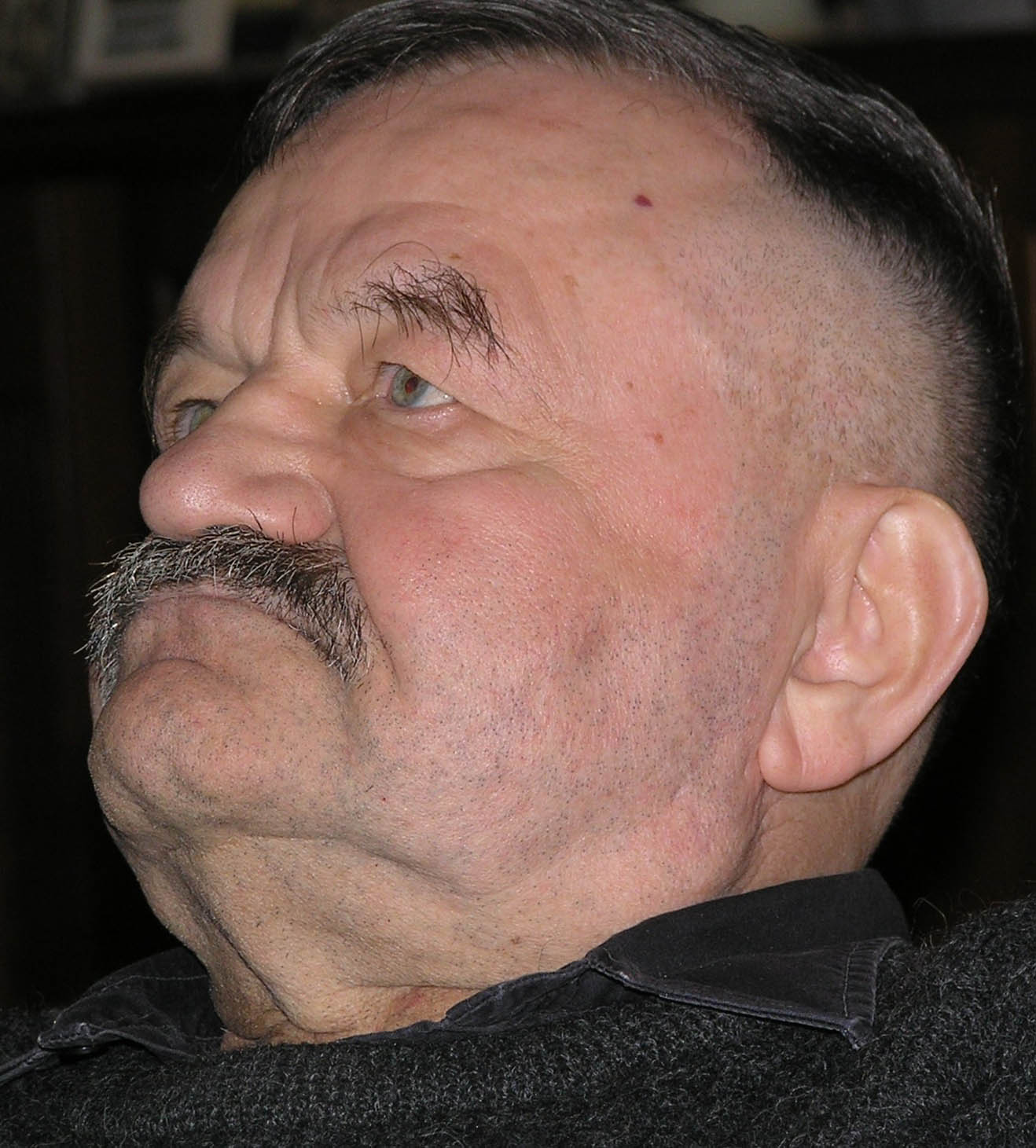
Alfred Hrdlicka, 2005.

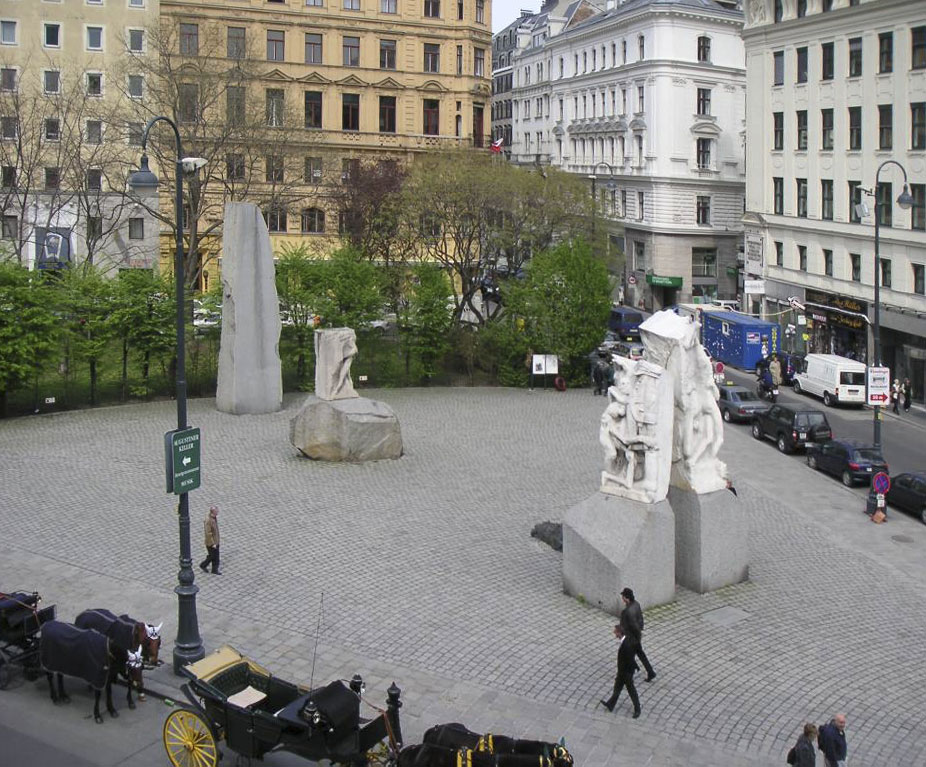
Monument mot krig och fascism på Albertinaplatz i Wien.

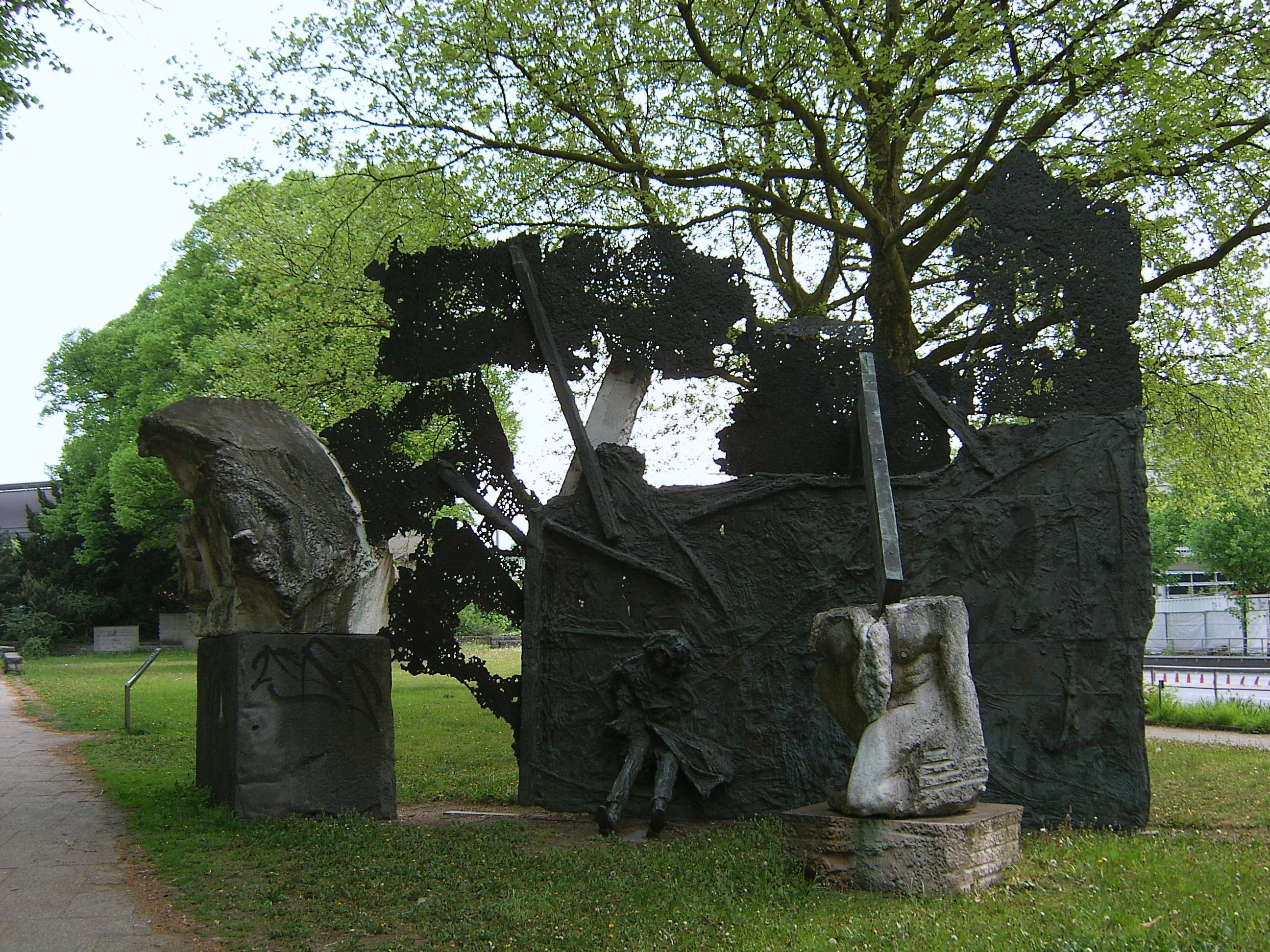
Gegendenkmal (Hamburg, 1983–1986)

Alfred Hrdlicka, född 27 februari 1928 i Wien, död 5 december 2009, var en österrikisk bildhuggare, tecknare, målare och grafiker. 
Hrdlicka anses som en politisk konstnär, och många av hans verk utgör varningar mot krig och fascism.
Hans skulpturer, som ofta är gjorda av naturmaterial, visar ofta lidande och förtryck och är ofta sammansatta som dramatiska situationer. Teman är vanligtvis politiska och samhällskritiska. Han gjorde flera stora krigsmonument, bland annat Monumentet mot krig och fascism i Wien. liksom Gegendenkmal von 1983-86 i Hamburg, som består av skulpturerna Feuersturm in Hamburg och Fluchtgruppe Cap Arcona, som skildrar två stora tragedier som främst drabbade civila i Tyskland under andra världskriget. Som författare deltog Hrdlicka också i debatter om aktuella frågor.
En av Hrdlickas mest sensationella politiska proteståtgärder i media var den han utförde inför det österrikiska federala presidentvalet 1986, vilket präglades av kontroverser som gällde Kurt Waldheim, SPÖ:s kandidat, och dennes nazistiska förflutna, (Waldheim-affären). Tillsammans med Peter Turrini och Manfred Deix skapade Hrdlicka en meterhög trähäst som en protest. På detta sätt tog han upp ett uttalande från den dåvarande förbundskanslern Fred Sinowatz (SPÖ), som hade erkänt Waldheims försök att rättfärdiga sig med anmärkningen: "Så låt oss notera att Waldheim inte var med i SA utan bara var dess häst."
Även om han var en stark ateist skapade Hrdlicka upprepade gånger verk med religiösa referenser och i samband med heliga byggnader. 2009, som ett av hans sista verk, skapade han en bronsrelief för att hedra en nunna, syster Maria Restituta, som avrättades 1943 för att "gynna fienden och förbereda sig för högförräderi" och som saligförklarades 1998. Reliefen kan ses i Sankta Barbaras kapell i Stefansdomen i Wien.
Trots sitt antifascistiska engagemang beskrev han sig själv som en "stortysk".